# The Mayor from Ireland
The Mayor from Ireland  è un cortometraggio muto del 1912 diretto da Sidney Olcott.

## Produzione
Il film fu prodotto dalla Kalem Company. Venne girato a Beaufort, County Kerry, in Irlanda.

## Distribuzione
Distribuito dalla General Film Company, il film uscì nelle sale cinematografiche statunitensi il 30 novembre 1912.